# Hannapes
Hannapes ist eine französische Gemeinde mit 327 Einwohnern (1. Januar 2022) im Département Aisne der Region Picardie. Sie gehört zum Arrondissement Vervins, zum Kanton Guise und zum Kommunalverband Thiérache Sambre et Oise.

## Lage
Die Gemeinde Hannapes liegt in der Thiérache, 35 Kilometer nordöstlich von Saint-Quentin am nördlichen Rand des Départements Aisne an der Mündung des Iron in den Noirrieu sowie am Sambre-Oise-Kanal, der dem Noirrieutal folgt. Nachbargemeinden von Hannapes sind Vénérolles im Nordosten, Iron im Südosten, Lesquielles-Saint-Germain im Süden sowie Tupigny im Westen und Nordwesten.

## Geschichte
Karl der Kahle überließ den ehemals königlichen Besitz 845 seinem Gefolgsmann und Chronisten Nithard. Später gehörte das Anwesen zunächst der Abtei Prüm, gefolgt von den Herren von Le Nouvion-en-Thiérache und im Jahr 1137 der Prämonstratenserabtei. Im Jahr 1210 baute die Abtei ein Dorf. Die herrschaftlichen Rechte wurden an das Herzogsgeschlecht des Hauses Guise übertragen. Im Jahre 1462 übernahm Johann von Luxemburg das Dorf, nachdem im Jahre 1423 das Schloss von den Engländern zerstört worden war. Im Jahr 1650 wurde das Dorf von den Spaniern eingenommen. Die erste Ortschronik wurde am 8. März 1888 veröffentlicht.
Im Laufe der Geschichte wurde die Schreibweise des Ortsnamens mehrfach geändert. So finden wir in der Vergangenheit Anapia, Hanapium, Henappe (auf der Karte von Cassini), Hannape, Hannappes (diese Bezeichnung steht auch noch am Rathaus und auf dem Schleusenschild) und aktuell Hannapes am Ortsschild. Die Schreibweise unterscheidet sich dadurch vom Ort Hannappes in den Ardennen, nur knapp 60 Kilometer entfernt. 

### Bevölkerungsentwicklung
Die Einwohnerzahl schwankte über die Jahrhunderte sehr. Die größte Zahl an Einwohnern ist im Jahr 1861 mit 1137 Einwohnern verzeichnet. 1766 wurden im Ort 156 Feuer gezählt, also Wohnstätten, was hochgerechnet etwa 600 Einwohnern entspricht. Im Jahr 1795 wurde eine Zählung der Einwohner über zwölf Jahren durchgeführt, in der 455 Personen erfasst sind. Eine realistische Hochrechnung der Gesamtbevölkerung zu diesem Zeitpunkt entspricht ebenfalls annähernd 600 Personen. Die Sozialstruktur ist für diese Zeit typisch mit zahlreichen Hilfs- und Feldarbeitern, einigen Webern und Spinnerinnen. Daneben gab es Schneider, Metzger, Böttcher, Schuhmacher, Händler verschiedener Waren (Tabak, Stoff, Korn, Früchte, Pferde, Lebensmittel), Hufschmiede, Drechsler, eine Betreiberin einer Pension, Brauer, Hirten, Polsterer, Zimmermänner, Fuhrunternehmer, Gastwirte und Vertreter weiterer Berufe, wie sie in jedem Ort gebraucht wurden, ebenso einen Großbauern, einen Notar, einen Friedensrichter und einen Lehrer. Ende des 19. Jahrhunderts wurden 818 und 1962 noch 384 Bewohner gezählt.
| Jahr      | 1962 | 1968 | 1975 | 1982 | 1990 | 1999 | 2006 | 2014 | 2022 |
| Einwohner | 384  | 386  | 359  | 351  | 272  | 278  | 259  | 308  | 327  |

## Sehenswürdigkeiten
Die Kirche St. Johannes (Église Saint-Jean) stammt ursprünglich aus dem 13. Jahrhundert und ist seit dem 17. Jahrhundert nahezu unverändert. Am Kircheneingang steht eine etwa 2 × 1 Meter große Steintafel, die dem Bürgermeister Pierre François Moneuse (1762–1824) gewidmet ist. Hannapes hat sehenswerte Häuser im Thiérache-Stil, ein Müller-Haus aus Ziegeln und Stein sowie drei Mühlen.

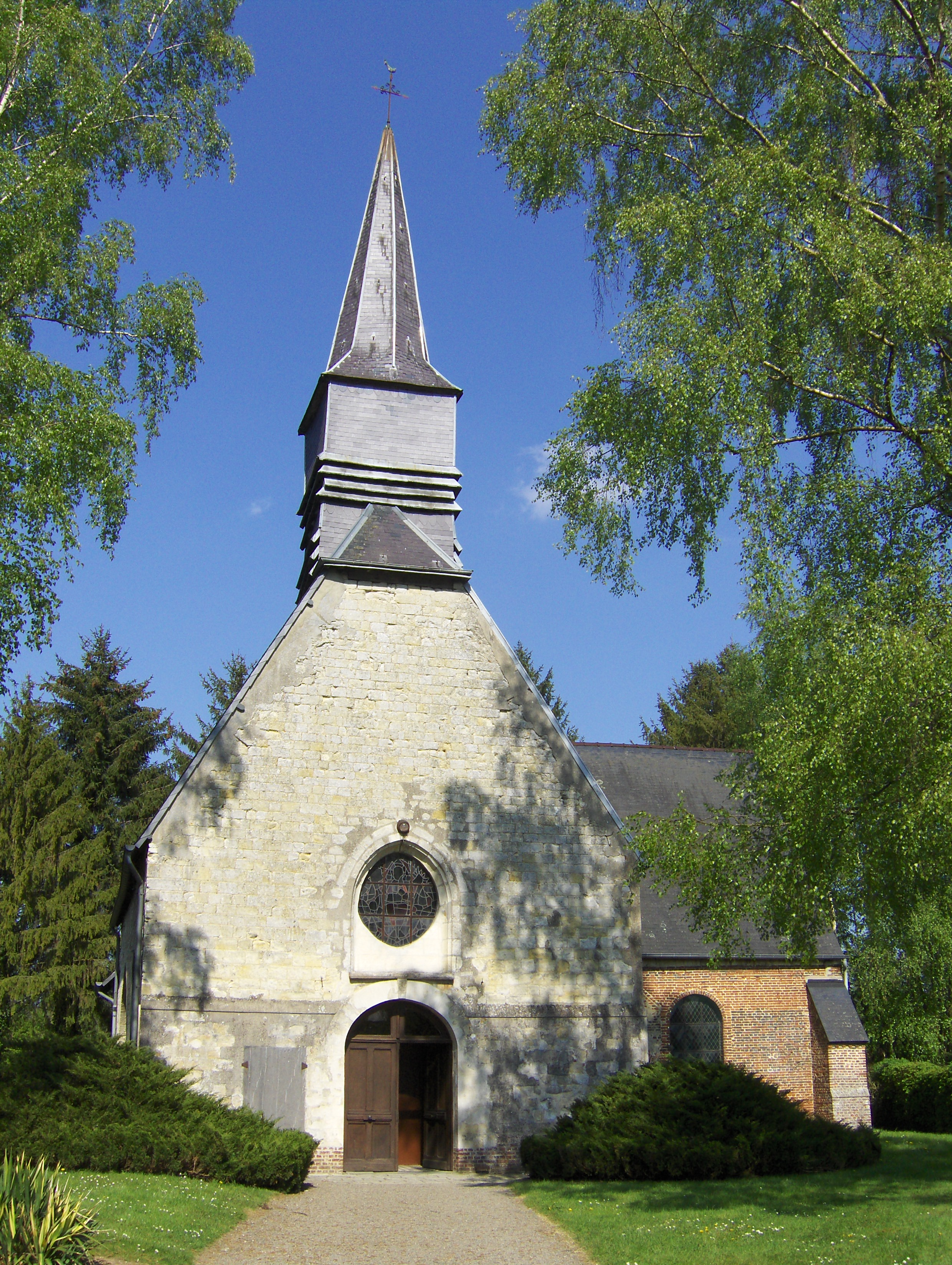
Kirche St. Johannes
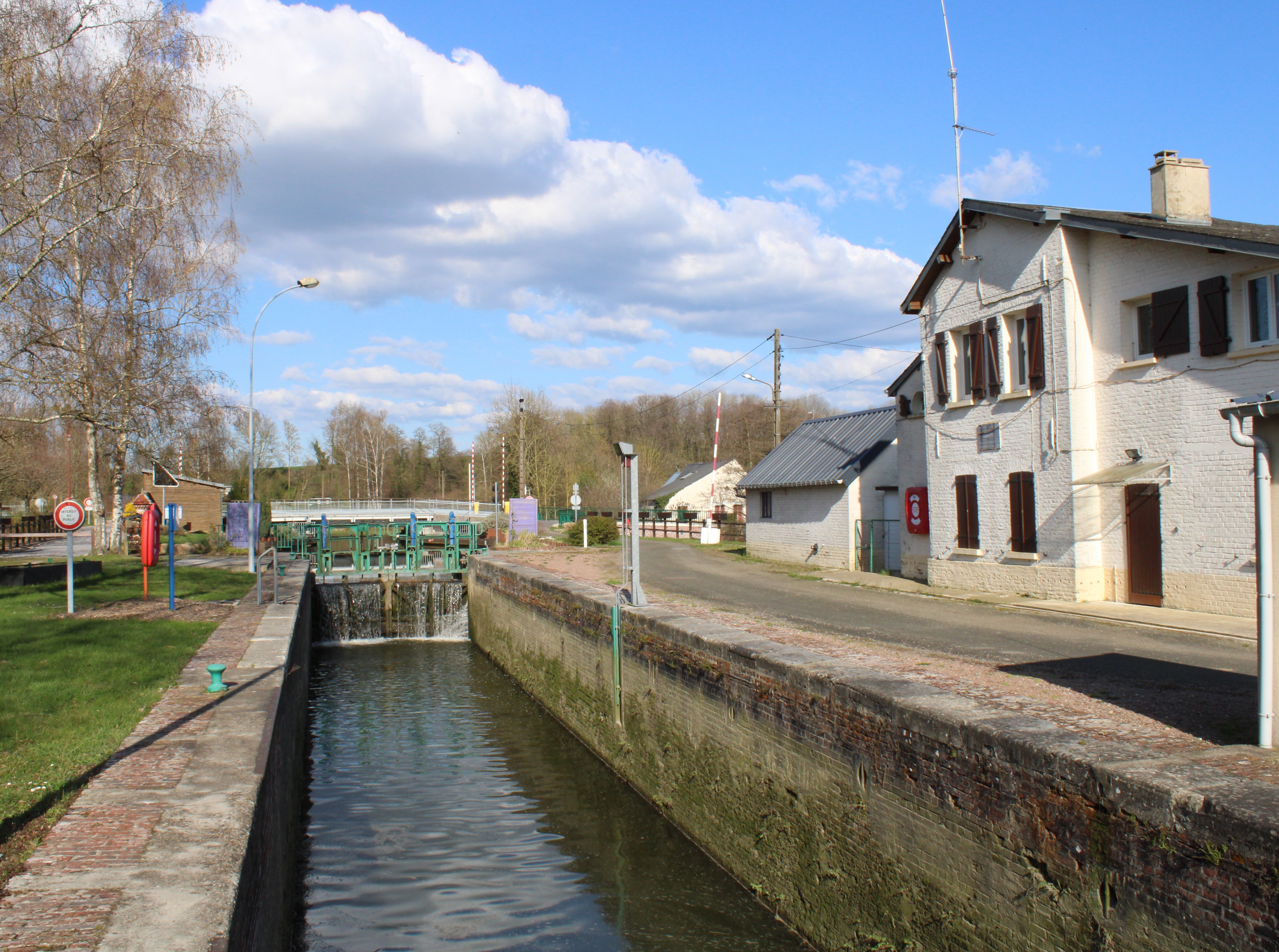
Schleuse am Sambre-Oise-Kanal
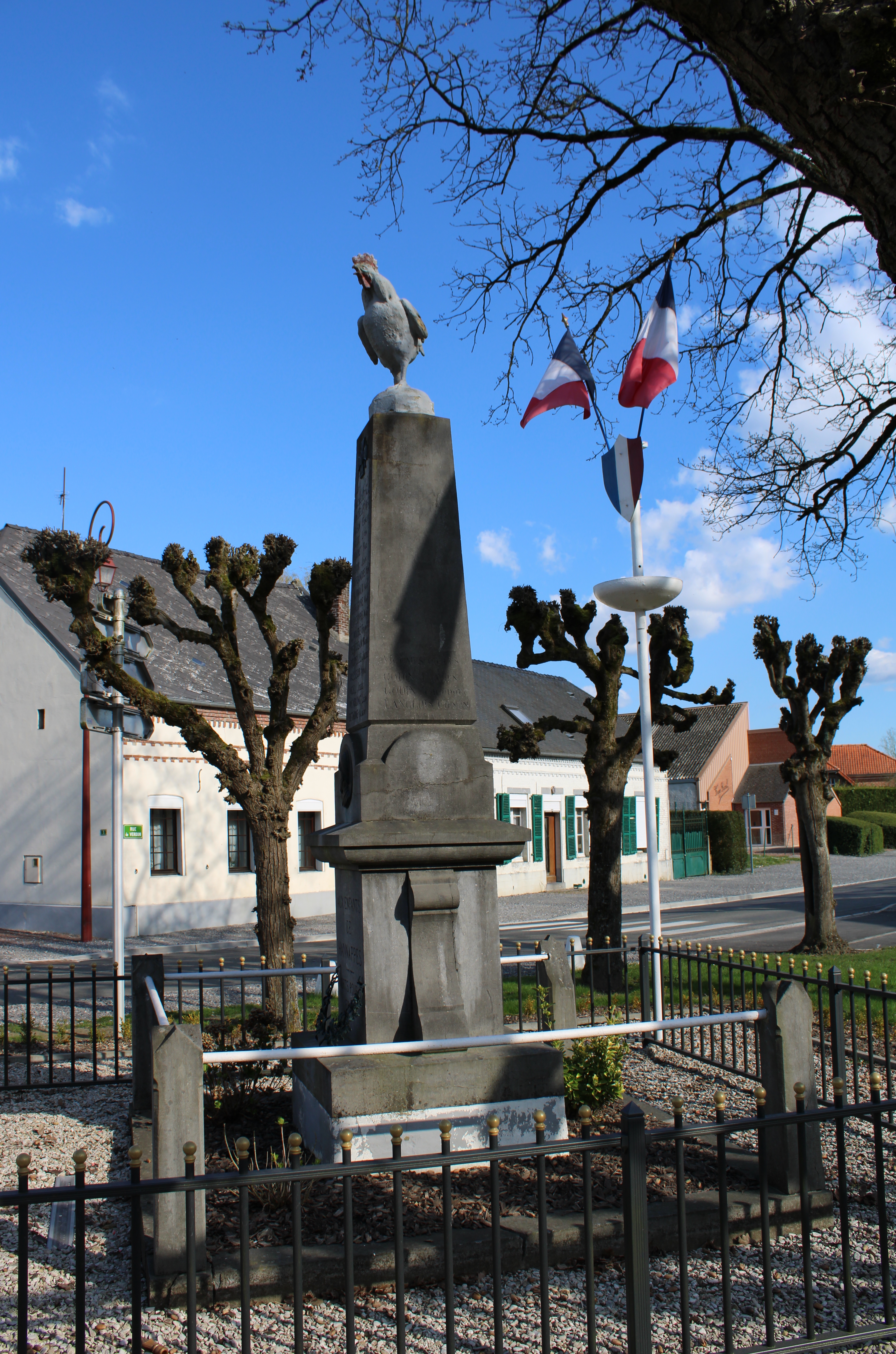
Gefallenendenkmal